# Galeandra beyrichii
Galeandra beyrichii é uma espécie de planta do gênero Galeandra e da família Orchidaceae.

## Taxonomia
A espécie foi descrita em 1850 por Heinrich Gustav Reichenbach.
Os seguintes sinônimos já foram catalogados:  
- Galeandra coxipoensis  Hoehne
- Galeandra fiebrigii  Schltr.
- Galeandra hysterantha  Barb.Rodr.
- Galeandra viridis  Barb.Rodr.

## Forma de vida
É uma espécie terrícola e herbácea.

## Descrição
| Caule                   | Caule                            |
| ----------------------- | -------------------------------- |
| pseudobulbo             | ovoide                           |
| Folha                   |                                  |
| bainha                  | não                              |
| abscisão foliar         | ausente                          |
| forma                   | ausente                          |
| Inflorescência          |                                  |
| racemo                  | simples                          |
| Flor                    |                                  |
| labelo infundibuliforme | discolor/trilobado/calcarado     |
| cálcar                  | descendente                      |
| indumento               | pubescente                       |
| carena                  | delgada/4                        |
| coluna                  | glabra/pubérula                  |
| Fruto                   |                                  |
| cápsula                 | deiscente/unilocular/tricarpelar |
| Semente                 |                                  |
| forma                   | linear                           |

## Conservação
A espécie faz parte da Lista Vermelha das espécies ameaçadas do estado do Espírito Santo, no sudeste do Brasil. A lista foi publicada em 13 de junho de 2005 por intermédio do decreto estadual nº 1.499-R.

## Distribuição
A espécie é encontrada nos estados brasileiros de Bahia, Distrito Federal, Espírito Santo, Goiás, Minas Gerais, Mato Grosso, Paraná, Rio de Janeiro, Rio Grande do Sul, Santa Catarina e São Paulo.
Em termos ecológicos, é encontrada nos  domínios fitogeográficos de Cerrado, Mata Atlântica e Pampa, em regiões com vegetação de mata ciliar, floresta estacional semidecidual e floresta ombrófila pluvial.